# Hoa Kỳ tại Giải vô địch bóng đá thế giới
Đội tuyển bóng đá quốc gia Hoa Kỳ đã tham dự Giải vô địch bóng đá thế giới, với kết quả tốt nhất của họ là vị trí hạng ba tại Giải vô địch bóng đá thế giới 1930 ngay trong lần đầu tiên giải đấu được tổ chức.

## Thành tích
| Năm     | Chủ nhà                  | Kết quả                  | Vị trí                   | ST                       | T                        | H*                       | B                        | BB                       | BT                       |
| ------- | ------------------------ | ------------------------ | ------------------------ | ------------------------ | ------------------------ | ------------------------ | ------------------------ | ------------------------ | ------------------------ |
| 1930    | Uruguay                  | Bán kết                  | 3                        | 3                        | 2                        | 0                        | 1                        | 7                        | 6                        |
| 1934    | Ý                        | Vòng 16 đội              | 16                       | 1                        | 0                        | 0                        | 1                        | 1                        | 7                        |
| 1938    | Pháp                     | Rút lui                  | Rút lui                  | Rút lui                  | Rút lui                  | Rút lui                  | Rút lui                  | Rút lui                  | Rút lui                  |
| 1950    | Brasil                   | Vòng bảng                | 10                       | 3                        | 1                        | 0                        | 2                        | 4                        | 8                        |
| 1954    | Thụy Sĩ                  | Không vượt qua vòng loại | Không vượt qua vòng loại | Không vượt qua vòng loại | Không vượt qua vòng loại | Không vượt qua vòng loại | Không vượt qua vòng loại | Không vượt qua vòng loại | Không vượt qua vòng loại |
| 1958    | Thụy Điển                | Không vượt qua vòng loại | Không vượt qua vòng loại | Không vượt qua vòng loại | Không vượt qua vòng loại | Không vượt qua vòng loại | Không vượt qua vòng loại | Không vượt qua vòng loại | Không vượt qua vòng loại |
| 1962    | Chile                    | Không vượt qua vòng loại | Không vượt qua vòng loại | Không vượt qua vòng loại | Không vượt qua vòng loại | Không vượt qua vòng loại | Không vượt qua vòng loại | Không vượt qua vòng loại | Không vượt qua vòng loại |
| 1966    | Anh                      | Không vượt qua vòng loại | Không vượt qua vòng loại | Không vượt qua vòng loại | Không vượt qua vòng loại | Không vượt qua vòng loại | Không vượt qua vòng loại | Không vượt qua vòng loại | Không vượt qua vòng loại |
| 1970    | México                   | Không vượt qua vòng loại | Không vượt qua vòng loại | Không vượt qua vòng loại | Không vượt qua vòng loại | Không vượt qua vòng loại | Không vượt qua vòng loại | Không vượt qua vòng loại | Không vượt qua vòng loại |
| 1974    | Tây Đức                  | Không vượt qua vòng loại | Không vượt qua vòng loại | Không vượt qua vòng loại | Không vượt qua vòng loại | Không vượt qua vòng loại | Không vượt qua vòng loại | Không vượt qua vòng loại | Không vượt qua vòng loại |
| 1978    | Argentina                | Không vượt qua vòng loại | Không vượt qua vòng loại | Không vượt qua vòng loại | Không vượt qua vòng loại | Không vượt qua vòng loại | Không vượt qua vòng loại | Không vượt qua vòng loại | Không vượt qua vòng loại |
| 1982    | Tây Ban Nha              | Không vượt qua vòng loại | Không vượt qua vòng loại | Không vượt qua vòng loại | Không vượt qua vòng loại | Không vượt qua vòng loại | Không vượt qua vòng loại | Không vượt qua vòng loại | Không vượt qua vòng loại |
| 1986    | México                   | Không vượt qua vòng loại | Không vượt qua vòng loại | Không vượt qua vòng loại | Không vượt qua vòng loại | Không vượt qua vòng loại | Không vượt qua vòng loại | Không vượt qua vòng loại | Không vượt qua vòng loại |
| 1990    | Ý                        | Vòng bảng                | 23                       | 3                        | 0                        | 0                        | 3                        | 2                        | 8                        |
| 1994    | Hoa Kỳ                   | Vòng 16 đội              | 14                       | 4                        | 1                        | 1                        | 2                        | 3                        | 4                        |
| 1998    | Pháp                     | Vòng bảng                | 32                       | 3                        | 0                        | 0                        | 3                        | 1                        | 5                        |
| 2002    | Hàn Quốc · Nhật Bản      | Tứ kết                   | 8                        | 5                        | 2                        | 1                        | 2                        | 7                        | 7                        |
| 2006    | Đức                      | Vòng bảng                | 25                       | 3                        | 0                        | 1                        | 2                        | 2                        | 6                        |
| 2010    | Cộng hòa Nam Phi         | Vòng 16 đội              | 12                       | 4                        | 1                        | 2                        | 1                        | 5                        | 5                        |
| 2014    | Brasil                   | Vòng 16 đội              | 15                       | 4                        | 1                        | 1                        | 2                        | 5                        | 6                        |
| 2018    | Nga                      | Không vượt qua vòng loại | Không vượt qua vòng loại | Không vượt qua vòng loại | Không vượt qua vòng loại | Không vượt qua vòng loại | Không vượt qua vòng loại | Không vượt qua vòng loại | Không vượt qua vòng loại |
| 2022    | Qatar                    | Vòng 16 đội              | 14                       | 4                        | 1                        | 2                        | 1                        | 3                        | 4                        |
| 2026    | Hoa Kỳ · Canada · México | Đồng chủ nhà             | Đồng chủ nhà             | Đồng chủ nhà             | Đồng chủ nhà             | Đồng chủ nhà             | Đồng chủ nhà             | Đồng chủ nhà             | Đồng chủ nhà             |
| Tổng số | Tổng số                  | 10/21                    | -                        | 33                       | 8                        | 6                        | 19                       | 37                       | 62                       |

*Kết quả hòa được tính cả ở vòng đấu loại trực tiếp được quyết định trên loạt sút luân lưu
| Thành tích          | Thành tích |
| ------------------- | --- |
| Trận đấu đầu tiên   | Hoa Kỳ 3–0 Bỉ · (13 tháng 7 năm 1930; Montevideo, Uruguay)                                                                    |
| Trận thắng đậm nhất | Hoa Kỳ 3–0 Bỉ · (13 tháng 7 năm 1930; Montevideo, Uruguay) · Hoa Kỳ 3–0 Paraguay · (17 tháng 7 năm 1930; Montevideo, Uruguay) |
| Trận thua đậm nhất  | Ý 7–1 Hoa Kỳ · (27 tháng 5 năm 1934; Rome, Ý)                                                                                 |
| Kết quả tốt nhất    | Hạng ba (1930) |
| Kết quả tệ nhất     | Vòng bảng (1934, 1950, 1990, 1998 và 2006)                                                                                    |

## Thành tích cầu thủ
| Số | Tên              | Số trận | World Cup                |
| -- | ---------------- | ------- | ------------------------ |
| 1  | Landon Donovan   | 12      | 2002, 2006 và 2010       |
| 2  | Cobi Jones       | 11      | 1994, 1998 và 2002       |
| 2  | Earnie Stewart   | 11      | 1994, 1998 và 2002       |
| 2  | DaMarcus Beasley | 11      | 2002, 2006, 2010 và 2014 |
| 5  | Brian McBride    | 10      | 1998, 2002 và 2006       |
| 5  | Claudio Reyna    | 10      | 1998, 2002 và 2006       |
| 5  | Clint Dempsey    | 10      | 2006, 2010 và 2014       |
| 8  | Tab Ramos        | 9       | 1990, 1994 và 1998       |
| 8  | Eddie Pope       | 9       | 1998, 2002 và 2006       |
| 10 | Marcelo Balboa   | 8       | 1990, 1994 và 1998       |
| 10 | Eric Wynalda     | 8       | 1990, 1994 và 1998       |
| 10 | Michael Bradley  | 8       | 2010 và 2014             |
| 10 | Tim Howard       | 8       | 2010 và 2014             |

## Người ghi bàn thắng hàng đầu
| Cầu thủ         | Số bàn thắng | 1930 | 1934 | 1950 | 1990 | 1994 | 1998 | 2002 | 2006 | 2010 | 2014 |
| --------------- | ------------ | ---- | ---- | ---- | ---- | ---- | ---- | ---- | ---- | ---- | ---- |
| Landon Donovan  | 5            |      |      |      |      |      |      | 2    |      | 3    |      |
| Bert Patenaude  | 4            | 4    |      |      |      |      |      |      |      |      |      |
| Clint Dempsey   | 4            |      |      |      |      |      |      |      | 1    | 1    | 2    |
| Brian McBride   | 3            |      |      |      |      |      | 1    | 2    |      |      |      |
| Michael Bradley | 1            |      |      |      |      |      |      |      |      | 1    |      |
| Jim Brown       | 1            | 1    |      |      |      |      |      |      |      |      |      |
| Paul Caligiuri  | 1            |      |      |      | 1    |      |      |      |      |      |      |
| Aldo Donelli    | 1            |      | 1    |      |      |      |      |      |      |      |      |
| Tom Florie      | 1            | 1    |      |      |      |      |      |      |      |      |      |
| Joe Gaetjens    | 1            |      |      | 1    |      |      |      |      |      |      |      |
| Julian Green    | 1            |      |      |      |      |      |      |      |      |      | 1    |
| Joe Maca        | 1            |      |      | 1    |      |      |      |      |      |      |      |
| Clint Mathis    | 1            |      |      |      |      |      |      | 1    |      |      |      |
| Bart McGhee     | 1            | 1    |      |      |      |      |      |      |      |      |      |
| Bruce Murray    | 1            |      |      |      | 1    |      |      |      |      |      |      |
| John O'Brien    | 1            |      |      |      |      |      |      | 1    |      |      |      |
| Gino Pariani    | 1            |      |      | 1    |      |      |      |      |      |      |      |
| Earnie Stewart  | 1            |      |      |      |      | 1    |      |      |      |      |      |
| Frank Wallace   | 1            |      |      | 1    |      |      |      |      |      |      |      |
| Eric Wynalda    | 1            |      |      |      |      | 1    |      |      |      |      |      |
| John Brooks     | 1            |      |      |      |      |      |      |      |      |      | 1    |
| Jermaine Jones  | 1            |      |      |      |      |      |      |      |      |      | 1    |
| Phản lưới nhà   | 3            |      |      |      |      | 1    |      | 1    | 1    |      |      |
| Tổng số         | 37           | 7    | 1    | 4    | 2    | 3    | 1    | 7    | 2    | 5    | 5    |

Phản lưới nhà
- Jeff Agoos (trong trận gặp Bồ Đào Nha năm 2002)